# Auguste Havas
Pour les articles homonymes, voir Havas (homonymie).
Auguste Jean Pierre Havas né à Paris (ancien 2e arrondissement) le 23 février 1814 et mort à Paris 1er le 17 novembre 1889, est un publicitaire et chef d'entreprise français, qui a dirigé l'Agence Havas de 1852 à 1873 avec son frère puis seul de 1873 à 1879.

## Biographie
Fils du fondateur de l'entreprise Charles-Louis Havas, il lui a succédé. En 1852, à 70 ans, Charles-Louis Havas se retire à Bougival. Il cède la place à ses deux fils, Auguste et Charles-Guillaume Havas, qui ont respectivement 39 ans et 42 ans. 
Ils développeront en 1855 une nouvelle activité, plus lucrative que l'information : la publicité.
En 1857, Auguste et Charles-Guillaume, qui ont pris la succession de leur père, décident d'entrer au capital la Société générale des annonces dont Charles-Edouard Lebey est devenu l'un des dirigeants.
En 1859, les deux frères, Auguste et Charles-Guillaume, s'engagèrent avec Reuters et l'agence allemande Wolff « à se prêter un mutuel concours pour l'extension et l'exploitation des séances télégraphiques de manière à prévenir les tentatives" de concurrence.
La Société générale des annonces fusionne avec Havas en 1865. Charles-Guillaume Havas meurt en 1874 et son frère Auguste poursuivra son œuvre, avec son adjoint Charles-Louis Emard jusqu'à l'entrée en Bourse de 1879. Sans enfants et âgé,
Auguste Havas, qui s'était jusqu'alors passionné pour la branche information et le développement du télégraphe, cède alors la place à Édouard Lebey, fils de Charles-Edouard Lebey, qui dirigeait la branche publicité après avoir travaillé pour Émile de Girardin.